# Аркола (Міссісіпі)
Аркола (англ. Arcola) — місто (англ. town) в США, в окрузі Вашингтон штату Міссісіпі. Населення — 304 особи (2020).

## Географія
Аркола розташована за координатами 33°16′14″ пн. ш. 90°52′48″ зх. д. / 33.27056° пн. ш. 90.88000° зх. д. (33.270540, -90.880002).  За даними Бюро перепису населення США в 2010 році місто мало площу 0,57 км², уся площа — суходіл.

## Демографія
Згідно з переписом 2010 року, у місті мешкала 361 особа в 131 домогосподарстві у складі 92 родин. Густота населення становила 635 осіб/км².  Було 169 помешкань (297/км²).
Расовий склад населення:
| - 92,2 % — чорних або афроамериканців - 6,9 % — білих |

До двох чи більше рас належало 0,6 %. Частка іспаномовних становила 0,8 % від усіх жителів.
За віковим діапазоном населення розподілялося таким чином: 25,8 % — особи молодші 18 років, 64,0 % — особи у віці 18—64 років, 10,2 % — особи у віці 65 років та старші. Медіана віку мешканця становила 36,9 року. На 100 осіб жіночої статі у місті припадало 83,2 чоловіків;  на 100 жінок у віці від 18 років та старших — 82,3 чоловіків також старших 18 років.
Середній дохід на одне домашнє господарство  становив 25 896 доларів США (медіана — 16 563), а середній дохід на одну сім'ю — 32 047 доларів (медіана — 17 500). Медіана доходів становила 35 938 доларів для чоловіків та 16 667 доларів для жінок. За межею бідності перебувало 59,1 % осіб, у тому числі 81,8 % дітей у віці до 18 років та 9,1 % осіб у віці 65 років та старших.
Цивільне працевлаштоване населення становило 101 осіб. Основні галузі зайнятості: освіта, охорона здоров'я та соціальна допомога — 23,8 %, сільське господарство, лісництво, риболовля — 17,8 %, будівництво — 12,9 %, мистецтво, розваги та відпочинок — 10,9 %.